# Autalia kinabaluensis
Autalia kinabaluensis är en skalbaggsart som beskrevs av Roberto Pace 2002. Autalia kinabaluensis ingår i släktet Autalia och familjen kortvingar. Inga underarter finns listade i Catalogue of Life.